# Witold Hurewicz
Witold Hurewicz (Łódź, 29 de junho de 1904 – Uxmal, México, 6 de setembro de 1956) foi um matemático polonês.
Em 1949 foi eleito membro da Academia de Artes e Ciências dos Estados Unidos. Apresentou uma palestra plenária no Congresso Internacional de Matemáticos em Cambridge, Massachusetts (1950: Homology and Homotopy).

## Obras
- Über eine Verallgemeinerung des Borelschen Theorems, 1926, Mathematische Zeitschrift, 24. Band, p. 401–421
- Normalbereiche und Dimensionstheorie, 1927, Mathematische Annalen, 96. Band, p. 736–763
- Grundriß der Mengerschen Dimensionstheorie, 1928, Mathematische Annalen, 98. Band, p. 64–88
- Über ein topologisches Theorem, 1929, Mathematische Annalen, 101. Band, p. 210–218
- Über den sogenannten Produktsatz der Dimensionstheorie, 1930, Mathematische Annalen, 102. Band, p. 305–312
- Über dimensionserhöhende stetige Abbildungen, 1933, Journal für die reine und angewandte Mathematik, Band 169, p. 71–78
- Beiträge zur Theorie der Deformationen IV: Asphärische Räume. Proc. Akad. Wetensch. Amsterdam 39 (1936), 215–224
- com Steenrod: Homotopy relations in fibre spaces. Proc. Nat. Acad. Sci. U. p. A. 27, (1941). 60–64.
- com Wallmann: Dimension Theory. Princeton Mathematical Series, v. 4. Princeton University Press, Princeton, N. J., 1941.
- Homotopy and homology. Proceedings of the International Congress of Mathematicians, Cambridge, Mass., 1950, vol. 2, p. 344–349. Amer. Math. Soc., Providence, R. I., 1952. pdf
- On the concept of fiber space. Proc. Nat. Acad. Sci. U. p. A. 41 (1955), 956–961.